# Isistius
Isistius – rodzaj morskich ryb chrzęstnoszkieletowej z rodziny scymnowatych (Dalatiidae).

## Zasięg występowania
Wschodni obszar Oceanu Spokojnego (Hawaje i Morze Południowochińskie), zachodnie wody Oceanu Atlantyckiego.

## Morfologia
Długość ciała do 56 cm.

## Systematyka
Rodzaj zdefiniował w 1865 roku amerykański zoolog Theodore Nicholas Gill w artykule poświęconym amerykańskim rekinom opublikowanym w czasopiśmie Proceedings of the Academy of Natural Sciences of Philadelphia. Gatunkiem typowym jest (oznaczenie monotypowe) rekin foremkowy (I. brasiliensis).

### Etymologia
- Isistius: gr. ισος isos ‘równy, jednakowy’[4]; ιστιον histion ‘żagiel’[5].
- Leius: gr. λειος leios ‘gładki’[6]. Gatunek typowy (oznaczenie monotypowe): Leius ferox Kner, 1864 (= Scymnus brasiliensis Quoy & Gaimard, 1824).

### Klasyfikacja
Gatunki zaliczane do tego rodzaju:
- Isistius brasiliensis (Quoy & Gaimard, 1824) – rekin foremkowy[8]
- Isistius plutodus Garrick & Springer, 1964